# Paulo Celestino
Paulo Celestino (Rio de Janeiro , 7 de março de 1924 — Rio de Janeiro, 8 de março de 1988) foi um ator, produtor, radioator, diretor e humorista brasileiro.
Trabalhou nas extintas TV Excelsior e Tupi. Trabalhou em grandes programas de televisão como Times Square e Café Sem Concerto. Criador do famoso quadro " Coral dos Bigodudos" entre outros . Foi pai do também ator, dublador e diretor de dublagem Paulo Celestino Filho (1957-2017), também já falecido.

## Filmografia

### No cinema
| Ano  | Título                      | Personagem            |
| ---- | --------------------------- | --------------------- |
| 1984 | Lídia e Seu Primeiro Amante | Paulo                 |
| 1971 | Tô na Tua, Ô Bicho          | —                     |
| 1968 | A Espiã Que Entrou em Fria  | Investigador          |
| 1962 | Três Colegas de Batina      | Diretor da repartição |
| 1961 | Entre Mulheres e Espiões    | Dimitri               |
| 1960 | Samba em Brasília           | Dagô                  |
| 1960 | Virou Bagunça               | Walter                |
| 1960 | Eu Sou o Tal                | —                     |
| 1959 | Garota Enxuta               | —                     |
| 1953 | Três Recrutas               | —                     |
| 1951 | Coração Materno             | Conde de Fé           |
| 1951 | Aguenta Firme, Isidoro      | —                     |
| 1949 | Prá Lá de Boa               | —                     |
| 1949 | Eu Quero É Movimento        | —                     |
| 1946 | O Ébrio                     | Enfermeiro            |
| 1945 | Loucos por Música           | —                     |
| 1945 | O Cortiço                   | Henrique              |
| 1941 | O Dia é Nosso               | Homem no baile        |

### Na televisão
| Ano  | Título       | Personagem     |
| ---- | ------------ | -------------- |
| 1987 | Viva o Gordo |                |
| 1985 | A Gata Comeu | Escrivão       |
| 1968 | A Muralha    | Mestre Davidão |

## Trabalhos em Teatro[6]
- 1986 - Um Varão para Sete Mulheres
- 1961 - Marco Polo 61
- 1960 - É Xique-Xique no Pixoxó
- 1959 - Tem Bububú no Bobobó
- 1958 - Cupido Falado
- 1958 - Tem Jerico na Praça
- 1957 - É de Xurupito!
- 1956 - Botando pra Jambrar
- 1956 - É Bafo de Onça
- 1955 - Eu Quero É Me Badalar
- 1955 - O Mambembe
- 1955 - Vinho, Uvas e Mulheres
- 1953 - É Fogo na Jaca
- 1953 - São Paulo Quatrocentão!
- 1952 - Vai Levando...
- 1951 - Eu Quero Sassaricá
- 1951 - Muié Macho, Sim Sinhô!
- 1946 - Onde Está Minha Família?